# オルタナティブシリーズ
オルタナティブシリーズは、『ガンダムシリーズ』の内、「宇宙世紀（宇宙世紀シリーズ）」とは異なる時系列の作品群。「オルタナティブ作品」とも呼ばれる。

## 概要
オルタナティブ作品という名称は2024年2月に放送されたテレビ東京の番組『機動戦士ガンダム45周年特番〜受け継がれる宇宙〜』にて公表された。
包括対象は1994年のTVアニメ『機動武闘伝Gガンダム』から始まる宇宙世紀とは異なる時系列の作品群である。この中にはガンプラを題材にした「ガンダムビルドシリーズ」も含まれるが、ビルドシリーズ以外のガンプラ作品や「SDガンダム」シリーズ（「SDガンダム外伝」「SD戦国伝」「SDコマンド戦記」等）については言及されていない（2025年時点）。
なお、45周年特番では『∀ガンダム』と『Gのレコンギスタ』をオルタナティブ作品に分類していたが、後の『ガンダムシリーズ45周年記念 劇伴ベストアルバム』ファン投票や『SDガンダム ジージェネレーション エターナル』では宇宙世紀シリーズとされた。
2025年4月にはオルタナティブシリーズ名義での初のムック「機動戦士ガンダム オルタナティブシリーズ大解剖」が発売。同書籍では『∀』と『Gレコ』に関してはオルタナティブシリーズではない事が明言されている。
2025年6月に発売された『月刊ガンダムエース 2025年8月号』より、同誌発の完全新作オルタナティブシリーズとして漫画『機動戦士ガンダムエイト』の連載が始まった。
『∀』では、宇宙世紀作品やオルタナティブ作品を「正暦」の過去の出来事として包括している。

## 映像作品
原作が映像媒体の作品、およびそのコミカライズ・ノベライズ（リブート作品を除く）。※は原作が映像媒体ではない作品。

### 1990年代
G
- 「機動武闘伝Gガンダム」 TVシリーズ 今川泰宏 【全49話】 1994年–1995年
  - 漫画/ときた洸一 講談社（ボンボンKC【全3巻】 / KPC【全2巻】/ KCDX【全3巻】） 1994年–1995年
  - 小説/鈴木良武 角川書店【全3巻】 1995年–1997年

W
- 「新機動戦記ガンダムW」 TVシリーズ 池田成 【全49話】 1995年–1996年
  - 小説/神代創 角川書店【全5巻】 1996年–1997年
  - 漫画
    - ときた洸一 講談社（ボンボンKC【全3巻】 / KPC【全2巻】/ KCDX【全3巻】） 1995年–1996年
    - 冬凪れく 角川書店 1998年
    - 面出明美、あさぎ桜 学習研究社 1999年
- 「新機動戦記ガンダムW Endless Waltz」 OVA 青木康直 【全3巻】 1997年 
  - 映画「新機動戦記ガンダムW Endless Waltz 特別篇」 青木康直 1998年
  - 小説/隅沢克之 講談社【全2巻】 / 角川書店  1997年
  - 漫画/ときた洸一 講談社（ボンボンKC / KPC / KCDX） 1998年

X
- 「機動新世紀ガンダムX」 TVシリーズ 高松信司 【全39話】 1996年
  - 漫画/ときた洸一 講談社（ボンボンKC【全3巻】 / KPC【全2巻】 / KCDX【全3巻】) 1996年–1997年
    - 漫画「機動新世紀ガンダムX Re：Master Edition」 ときた洸一 角川書店 2022年

### 2000年代
SEED
- 「機動戦士ガンダムSEED」 TVシリーズ 福田己津央 【全50話+AFTER PHASE】 2002年–2003年
  - HDリマスター版 【全48話+AFTER PHASE】 2011年–2012年
  - 小説/後藤リウ 角川書店【全5巻】 2003年–2004年
  - 漫画
    - 岩瀬昌嗣  講談社【全5巻】 2002年–2004年
    - 「機動戦士ガンダムSEED キラとアスランの激闘」高山瑞穂 講談社【全2巻】 2003年
- 「機動戦士ガンダムSEED MSV ASTRAY」　OVA・店頭PV(※)
- 「機動戦士ガンダムSEED DESTINY」 TVシリーズ 福田己津央 【全50話+FINAL PLUS】 2004年–2005年
  - HDリマスター版 【全50話】 2013年–2014年
  - 小説/後藤リウ 角川書店【全5巻】 2005年–2006年
  - 漫画
    - 高山瑞穂 講談社【全4巻】 2004年–2005年
    - 岩瀬昌嗣 講談社【全4巻】 2004年–2006年
    - 「機動戦士ガンダムSEED DESTINY THE EDGE」久織ちまき 角川書店【全5巻】 2004年–2006年
    - 「機動戦士ガンダムSEED DESTINY THE EDGE Desire」 久織ちまき 角川書店【全2巻】 2006年–2007年
- 「機動戦士ガンダムSEED C.E.73 STARGAZER」 OVA 西澤晋 【全3話】 2006年
  - 漫画/守屋直樹 角川書店 2007年
- 「機動戦士ガンダムSEED FREEDOM」
  - 映画 福田己津央[4] 2024年

00
- 「機動戦士ガンダム00（ファーストシーズン）」 TVシリーズ 水島精二 【全25話】2007年–2008年
  - 小説/木村暢 角川書店【全3巻】 2008年
  - 漫画
    - 大森倖三 角川書店【全3巻】 2007年–2008年
    - 田口央斗 講談社【全4巻】 2007年–2009年
- '「機動戦士ガンダム00（セカンドシーズン）」 TVシリーズ 水島精二【全25話】 2008年–2009年
  - 小説/木村暢 角川書店【全5巻】 2008年–2010年
  - 漫画
    - 大森倖三 角川書店【全4巻】 2009年–2010年
    - 田口央斗 講談社【全4巻】 2009年–2010年
- 「劇場版 機動戦士ガンダム00 -A wakening of the Trailblazer-」 水島精二 2010年
  - 小説/木村暢 角川書店 2010年
  - 漫画/介錯 角川書店 2011年
- 「機動戦士ガンダム00 Revealed Chronicle」アニメ 水島精二 2022年

### 2010年代
AGE
- 「機動戦士ガンダムAGE」 TVシリーズ 山口晋 【全49話】 2011年 - 2012年
  - 小説/小太刀右京 角川書店【全5巻】 2012年
  - OVA「機動戦士ガンダムAGE MEMORY OF EDEN」 綿田慎也 2013年
  - 漫画
    - 「機動戦士ガンダムAGE 〜始まりの物語〜」 中西寛 小学館 (「追憶のシド」1・2巻に収録) 2011年
    - 「機動戦士ガンダムAGE -First Evolution-」 葛木ヒヨン 角川書店【全3巻】 2011年-2012年
    - 「機動戦士ガンダムAGE -Second Evolution-」 ばう 角川書店【全2巻】 2011年-2012年
    - 「機動戦士ガンダムAGE 〜クライマックスヒーロー〜」 鷹岬諒 小学館【全1巻】  2012年
    - 「機動戦士ガンダムAGE -Final Evolution-」 ばう 角川書店【全1巻】 2012年-2013年

『ガンダムビルド』シリーズ
本シリーズの内、「ビルドファイターズ」から「ビルドメタバース」までの主軸作品が含まれることは言及されているが、「ビルドリアル」については不明（「機動戦士ガンダム45周年特番〜受け継がれる宇宙〜」より）。
- 「ガンダムビルドファイターズ」 TVシリーズ 長崎健司 【全25話】 2013年-2014年
  - 小説/あすか正太 角川書店【全2巻】 2015年
- 「ガンダムビルドファイターズトライ」 TVシリーズ 綿田慎也 【全25話】 2014年-2015年
  - TVスペシャル「ガンダムビルドファイターズトライ アイランド・ウォーズ」 綿田慎也 2016年
  - 「ガンダムビルドファイターズ バトローグ」 Webアニメ 大張正己 【全5話】 2017年-2018年
  - 「ガンダムビルドファイターズ GMの逆襲」 Webアニメ 長崎健司 2017年
- 「ガンダムビルドダイバーズ」 TVシリーズ 綿田慎也 【全25話】 2018年
- 「ガンダムビルドダイバーズRe:RISE（1st Season）」 Webアニメ 綿田慎也【全13話】2019年
  - 2nd Season【全13話】2020年
  -  Webアニメ「ガンダムビルドダイバーズ バトローグ」 大張正己 2020年
- 「ガンダムビルドメタバース」Webアニメ 大張正己【全3話】 2023年

鉄血のオルフェンズ
- 「機動戦士ガンダム 鉄血のオルフェンズ」 TVシリーズ 長井龍雪
  - 第1期【全25話】 2015年-2016年
  - 第2期【全25話】 2016年-2017年
  - 特別編【全9回】 2022年
  - 漫画/磯部一真 角川書店（第1期【全3巻】2015年-2016年 / 第2期【全4巻】 2016年-2018年）

### 2020年代
水星の魔女
- 「機動戦士ガンダム 水星の魔女」 TVシリーズ 小林寛
  - 「機動戦士ガンダム 水星の魔女 PROLOGUE」 イベント上映・配信
  - Season 1【全12話】 2022年 - 2023年
  - Season 2【全12話】 2023年

## 書籍作品

### 映像作品を原作とする書籍
原作が映像媒体のシリーズの書籍作品。スピンオフ・外伝・リブート作品を記載（コミカライズについては#映像作品を参照）。

#### 『機動武闘伝Gガンダム』シリーズ
- 「機動武闘伝Gガンダム外伝 -翔龍伝説-」漫画 村上としや 講談社 1995年
- 「機動武闘伝Gガンダム外伝 決別」 上田信舟  漫画 徳間書店（「Gガンダム テクニカルマニュアルVol.2」に収録） 1995年
  - 小説「機動武闘伝Gガンダム外伝 ドモン、出奔す」今川泰宏 大日本絵画（「ガンダムウォーズIV」に収録」1995年
- 「機動武闘伝Gガンダム外伝 硝煙の果て」 漫画 松浦まさふみ バンダイ（メディアコミックス版「ガンダムReon」、電撃コミックス版「ガンダム ムーンクライシス」に収録）
- 「機動武闘伝Gガンダム外伝 死亡の塔」 漫画 加登屋みつる 講談社「ガンダム短編集」1巻に収録 1994年
- 「機動武闘伝Gガンダム ガンダムマスクの挑戦」 漫画 富士原昌幸 ビークラブ（未単行本化） 1995年
- 「機動武闘伝Gガンダム 復讐のJガンダム」 漫画 富士原昌幸 ビークラブ（未単行本化） 1995年
- 「機動武闘伝Gガンダム外伝 "ザ・ネクスト・ジェネレーション"」 漫画 おとといきたろう コミックボンボン（未単行本化） 1995年
- 「機動武闘伝外伝」 フォトストーリー コミックボンボン（未単行本化） 1995年
  - フォトストーリー「機動武闘伝外伝II」 コミックボンボン（未単行本化） 1996年
- 「機動武闘伝Gガンダム外伝 温泉でドキドキ！？ガンダム温泉恐怖の罠」 リプレイ (TRPG)  ホビージャパン（未単行本化） 1996年
- 「機動武闘外伝ガンダムファイト7th」 漫画 おとといきたろう 講談社 1997年
- 「超級!機動武闘伝Gガンダム」漫画 島本和彦  角川書店 【全26巻】 2010年–2016年

#### 『新機動戦記ガンダムW』シリーズ
- 「新機動戦記ガンダムW（アンソロジーコミック）」
- 「新機動戦記ガンダムW外伝 〜右手に鎌を左手に君を〜」 小説 皆川ゆか 講談社 1996年
- 「アフターコロニー年代記」 漫画 高山瑞穂 ラポート（「ガンダムW大事典」に収録） 1996年
- 「新機動戦記ガンダムW EPISODE ZERO」 漫画 学習研究社 / 1997年
- 「SATANAS 創世の闇」 漫画 椎隆子 ガンダムエース（未単行本化） 2002年-未完
- 「新機動戦記ガンダムW BATTLEFIELD OF PACIFIST」 漫画 ときた洸一 講談社（ボンボンKC 1997年 / KPC 2003年 / KCDX 2005年）
- 「新機動戦記ガンダムW G-UNIT」 漫画 ときた洸一 講談社（ボンボンKC【全3巻】 / KPC / KCDX【全3巻】） 1997年–1998年
  - 漫画/みずきたつ ホビージャパン（未単行本化） 1997年
- 「新機動戦記ガンダムW〜ティエルの衝動〜」 漫画 実業之日本社（「ガンダムWエンドレスワルツ最強プレイングブック」掲載）　1998年
- 「新機動戦記ガンダムW Frozen Teardrop」 小説 隅沢克之  角川書店【全13巻】 2010年–2015年
- 「新機動戦記ガンダムW Endless Waltz 敗者たちの栄光」 漫画 小笠原智史  角川書店【全14巻】 2010年-2017年
- 「新機動戦記ガンダムW G-UNIT オペレーション・ガリアレスト」 漫画 ときた洸一 角川書店 【既刊4巻】 2019年-

#### 『機動新世紀ガンダムX』シリーズ
- 「機動新世紀ガンダムX外伝 ニュータイプ戦士ジャミル・ニート」 漫画 ときた洸一 講談社（ときた版ガンダムXに収録） 1997年
- 「機動新世紀ガンダムX〜UNDER THE MOONLIGHT〜」 漫画 シナリオ：大島千歳、漫画：赤津豊 角川書店【全4巻】 2005年–2006年
- 「機動新世紀ガンダムX NEXT PROLOGUE あなたと、一緒なら」 漫画 監修：高松信司 脚本：川崎ヒロユキ 作画：ときた洸一 バンダイナムコアーツ（BDメモリアルボックス、ときた版ガンダムXリマスターに収録） 2018年

#### 『∀ガンダム』シリーズ
- 「∀ガンダム Episodes」 小説　佐藤茂 角川書店 2000年
- 「∀ガンダム 月の風」 漫画 あきまん（安田朗） 角川書店 2007年

#### 『機動戦士ガンダムSEED』シリーズ
- 「機動戦士ガンダムSEED SEED Club 4コマ」 漫画 As'まりあ 角川書店【全3巻】 2005年-2007年
- 「機動戦士ガンダムSEED ASTRAY」
  - 漫画「機動戦士ガンダムSEED ASTRAY」シナリオ：千葉智宏 作画：ときた洸一 角川書店【全3巻】 2002年–2003年
    - 漫画「機動戦士ガンダムSEED ASTRAY Re:Master Edition」 角川書店【全6巻】 2013年

  - 漫画「機動戦士ガンダムSEED ASTRAY R」シナリオ：千葉智宏 作画：戸田泰成 角川書店【全4巻】 2002年–2004年
  - 小説「機動戦士ガンダムSEED ASTRAY」 千葉智宏 角川書店【全2巻】 2002年–2004年
  - フォトストーリー「機動戦士ガンダムSEED ASTRAY B」千葉智宏 メディアワークス 2002年-2004年
- 「機動戦士ガンダムSEED X ASTRAY」 シナリオ：千葉智宏、作画：ときた洸一 角川書店【全2巻】 2003年-2004年
- 「機動戦士ガンダムSEED DESTINY ASTRAY」
  - 漫画「機動戦士ガンダムSEED DESTINY ASTRAY」 シナリオ：千葉智宏、作画：ときた洸一 角川書店【全4巻】 2004年–2006年
    - 漫画「機動戦士ガンダムSEED DESTINY ASTRAY 天空を往く者」 町田能彦 ガンダムエース（未単行本化） 2006年
    - 漫画「機動戦士ガンダムSEED DESTINY ASTRAY Re:Master Edition」 角川書店【全3巻】 2013年

  - 小説/千葉智宏 角川書店【全2巻】 2004年–2006年
  - フォトストーリー/千葉智宏 メディアワークス【全2巻】 2004年-2006年
- 「機動戦士ガンダムSEED C.E.73 STARGAZER PHANTOM PAIN REPORT」フォトストーリー アスキー・メディアワークス（小説版「VS ASTRAY」に収録） 2007年
- 「機動戦士ガンダムSEED C.E.73 Δ ASTRAY」 漫画 シナリオ：千葉智宏、作画：ときた洸一  角川書店【全2巻】 2006年-2007年
- 「機動戦士ガンダムSEED FRAME ASTRAYS」 フォトストーリー 文章：千葉智宏、イラスト：ときた洸一 アスキー・メディアワークス（ムック【全2巻】/漫画パート【全1巻】）  2007年–2008年
- 「機動戦士ガンダムSEED VS ASTRAY」 フォトストーリー 文章：千葉智宏、イラスト：ときた洸一 アスキー・メディアワークス（ムック【全2巻】/小説パート【全1巻】）  2009年–2011年
- 「機動戦士ガンダムSEED Re:」 漫画 石川十 角川書店 【全4巻】 2012年-2014年
- 「機動戦士ガンダムSEED DESTINY ASTRAY R」 フォトストーリー 文章：千葉智宏 ホビージャパン【全2巻】 2013年–2014年
- 「機動戦士ガンダムSEED DESTINY ASTRAY B」 小説 千葉智宏 アスキー・メディアワークス【全2巻】 2013年–2014年
- 「機動戦士ガンダムSEED ASTRAY 天空の皇女」 漫画 シナリオ：千葉智宏、作画：ときた洸一  角川書店【全4巻】 2015年–2019年
- GUNDAM SEED PROJECT ignited
  - 漫画「機動戦士ガンダムSEED ECLIPSE」 シナリオ：SOW 作画：曽我篤士 角川書店【既刊-巻】 2021年-

#### 『機動戦士ガンダム00』シリーズ
- 「機動戦士ガンダム00 公式外伝シリーズ」
  - フォトストーリー
    - 「機動戦士ガンダム00P」 千葉智宏（スタジオオルフェ） アスキー・メディアワークス【ムック版全4巻/小説版全2巻】 2007年-2009年
    - 「機動戦士ガンダム00V」 千葉智宏（スタジオオルフェ） ホビージャパン 【全1巻】 2007年-2009年
    - 「機動戦士ガンダム00N」[注 3] 千葉智宏（スタジオオルフェ） アスキー・メディアワークス【全1巻】 2010年-2011年
    - 「機動戦士ガンダム00V戦記」 千葉智宏（スタジオオルフェ） ホビージャパン【全1巻】 2010年-2011年

  - 漫画
    - 「機動戦士ガンダム00F」 シナリオ：千葉智宏（スタジオオルフェ） 漫画：ときた洸一 角川書店【旧版全4巻/リマスター版全4巻】 2007年-2009年
    - 「機動戦士ガンダム00I」 シナリオ：千葉智宏（スタジオオルフェ） 漫画：ときた洸一 角川書店【全3巻】 2009年-2010年
    - 「機動戦士ガンダム00I 2314」 シナリオ：千葉智宏（スタジオオルフェ） 漫画：ときた洸一 角川書店 2011年
- 「機動戦士ガンダム00 蒼い記憶」 漫画 しぐま太郎 角川書店 2009年
- 「機動戦士ガンダム00 蒼い絆」 漫画 しぐま太郎 角川書店 2010年
- 「機動戦士ガンダム00 in those days」 漫画 高河ゆん 角川書店 2010年

#### 『機動戦士ガンダムAGE』シリーズ
- 「機動戦士ガンダムAGE トレジャースター」 漫画 吉田正紀 小学館 【全2巻】 2011年-2012年
- 「機動戦士ガンダムAGE 〜追憶のシド〜」 漫画 中西寛 小学館 【全3巻】 2012年
- 「機動戦士ガンダムAGE UNKNOWN SOLDIERS」 フォトストーリー ホビージャパン 2012年-2013年
- 「機動戦士ガンダムAGE EXA-LOG」[注 3] 資料・フォトストーリー 電撃ホビーマガジン（未単行本化） 2012年-2013年

#### 『機動戦士ガンダム 鉄血のオルフェンズ』シリーズ
- 「機動戦士ガンダム 鉄血のオルフェンズ 月鋼」
  - フォトストーリー ホビージャパン【全2巻】 2016年-2017年
  - 漫画 シナリオ：鴨志田一、作画：寺馬ヒロスケ、団伍 角川書店【全4巻】 2016年-2018年

#### 『機動戦士ガンダム 水星の魔女』シリーズ
- 「ゆりかごの星」 Web小説 大河内一楼 2022年

### 書籍発のオリジナル作品
- 「機動戦士ガンダムエイト」漫画 鴨志田 一×高木秀栄 2025年

## MSV・模型企画
- 「ガンダムSEED MSV」資料 森田繁 ホビージャパン（「機動戦士ガンダムSEEDモデルVol.3 SEED MSV編」に収録）2003年-2004年
  - フォトストーリー「SEED MSV戦記」 森田繁 ホビージャパン（「機動戦士ガンダムSEED DESTINYモデルVol.2 DESTINY MSV編」に収録） 2004年
  - 漫画「機動戦士ガンダムSEED MSV 乱れ桜と白鯨」 町田能彦 ガンダムゲームエース（未単行本化） 2004年
  - 漫画「機動戦士ガンダムSEED MSV 戦場に咲くホウセンカ」 白石琴似 ガンダムゲームエース（未単行本化） 2004年
- 「ガンダムSEED DESTINY MSV」 資料 森田繁 ホビージャパン（「機動戦士ガンダムSEED DESTINYモデルVol.2 DESTINY MSV編」に収録） 2004年-2005年
  - フォトストーリー「DESTINY MSV戦記」森田繁 ホビージャパン（「機動戦士ガンダムSEED DESTINYモデルVol.2 DESTINY MSV編」に収録）2005年
  - フォトストーリー「MSV戦記 C.E.73 SPECIAL」 千葉智宏 ホビージャパン（「GUNDAM WEAPONS 機動戦士ガンダムSEED DESTINY編」に収録） 2006年
- 「機動戦士ガンダム00 公式外伝シリーズ」 漫画・フォトストーリー 2007年-2011年
- 「機動戦士ガンダムAGE UNKNOWN SOLDIERS」 フォトストーリー ホビージャパン 2012年-2013年
- 「機動戦士ガンダムAGE EXA-LOG」[注 3] 資料・フォトストーリー 電撃ホビーマガジン（未単行本化） 2012年-2013年
- 「機動戦士ガンダム 鉄血のオルフェンズ 月鋼」 漫画・フォトストーリー 2016年-2018年
- 「機動戦士ガンダムSEED オルタナティブストライク」 メタルビルド、ホビージャパン（模型、付録冊子のフォトストーリーなど） 2019年-

## ゲーム
「ガンダムシリーズのゲーム作品」も参照。
- 「機動戦士ガンダム 鉄血のオルフェンズ ウルズハント」 鉄血のオルフェンズG収録エピソード バンダイナムコ 2022年
- 「機動戦士ガンダムSEED Recollection」 ジージェネレーションエターナル収録エピソード バンダイナムコ 2025年

## 音声作品
- 「新機動戦記ガンダムW BLIND TARGET」 ラジオドラマ TBSラジオ 1996年
  - CDドラマ キングレコード 1997年
- 「機動戦士ガンダムSEED featuring SUIT CD」ドラマCD ビクターエンタテインメント【全5巻】 2003年
- 「機動戦士ガンダムSEED DESTINY SUIT CDSUIT CD」ドラマCD ビクターエンタテインメント【全5巻】 2005年–2006年
- 「機動戦士ガンダム00 アナザーストーリー MISSION-2306」ドラマCD JVCエンタテインメント【全4巻】 2008年
- 「機動戦士ガンダムAGE CDドラマ Wedding Eve」ドラマCD 2012年

## 舞台・イベント
- 「ガンダム00 Festival 10 "Re:vision"」 10周年記念イベント・朗読劇 バンダイナムコアーツ 2018年
- 「機動戦士ガンダム00 -破壊による再生-Re:Build」 舞台 松崎史也 2019年
- 「機動戦士ガンダム00 -破壊による覚醒-Re:(in)nobvation」 舞台 松崎史也 2020年